# Olavius capillus
Olavius capillus är en ringmaskart som beskrevs av Erséus 1997. Olavius capillus ingår i släktet Olavius och familjen glattmaskar. Inga underarter finns listade i Catalogue of Life.